# José Arthur Bogéa
José Arthur Bogéa (Belém, 16 de setembro de 1941 — Domingos Martins, 29 de julho de 2007) foi um professor, crítico literário e escritor brasileiro.
Formou-se em Letras pela Universidade Federal do Pará em 1972. Foi professor da Universidade Federal do Espírito Santo (1977), da Universidade Federal do Pará (1993) e professor-visitante da Rijksuniversiteit te Utrecht - Holanda (1989). Também foi pesquisador do Museu da UFPA. Trabalhou e colaborou com diversos jornais do Pará e do Espírito Santo.
Por mais que tenha tido uma carreira extensa, há poucos registros sobre a vida e a personalidade de Arthur Bogéa, que se dedicava ao mundo intelectual e tinha uma vida bem reclusa, em parte por ter viajado e morado em vários lugares. Ao final, fixou residência no Espírito Santo. A biografia de Arthur Bogéa, até agora, estava restrita à memória de colegas e amigos, como o sociólogo Fernando Canto, a escritora Bernadette Lyra e a jornalista Rose Silveira. E também de seus familiares. A família Bogéa é tradicional no Pará.
José Arthur Bogéa era um intelectual no sentido pleno. Devorador de livros, peças e filmes, era também um viajante (conheceu mais de 100 países) e um pensador inquieto. Profundo conhecedor de literatura, entre elas a paraense (inclusive ensinou Literatura Paraense na Universidade Federal do Pará nos anos de 1990), é um importante autor brasileiro e especialmente amazônico. Com os seus abecedários, conduzia o leitor, por verbetes de A a Z muito bem escritos e sintéticos, a facetas do autor abordado e, assim, conquistava novos leitores para Dalcídio Jurandir e Maria Lúcia Medeiros, por exemplo.
Livros como “O Curupira” (editora Ftd, 2002) e “Bandolim do Diabo” (editora Paka-Tatu, 2003) ainda podem ser encontrados em sites como Amazon, Americanas e Saraiva. Como escritor e ensaísta, Bogéa não temia transparecer erudição. Recorria a semiótica, mitologia e psicanálise para enredar arrojados pontos de vista sobre o mundo das artes, sempre revelando aspectos que poucos poderiam perceber.